# Phyllodactylus microphyllus
Espèce
Statut de conservation UICN

 LC  : Préoccupation mineure
Phyllodactylus microphyllus est une espèce de geckos de la famille des Phyllodactylidae.

## Répartition et habitat
Cette espèce est endémique du Pérou. Il vit dans les déserts côtiers.

## Publication originale
- Cope, 1875 : Report on the Reptiles brought by Professor James Orton from the middle and upper Amazon and western Peru. Journal of the Academy of Natural Sciences of Philadelphia, sér. 2, vol. 8, p. 159-183 (texte intégral).